# White Oleander
White Oleander (Nederlands: witte oleander) is een Amerikaanse dramafilm uit 2002. Hij werd geregisseerd door Peter Kosminsky en is gebaseerd op het gelijknamige boek van Janet Fitch.

## Verhaal
Ingrid en Astrid Magnussen zijn moeder en dochter en wonen op een heuvel in Los Angeles.
Ingrid is een autoritair figuur die niemand anders vertrouwt, zichzelf beter dan de rest
acht en haar dochter met dat beeld opvoedt. Ingrid is kunstenares van beroep en ook Astrid
heeft veel talent. Astrids vader was een kunstenaar die Ingrid voor een andere vrouw
verliet toen Astrid zes maanden oud was. Nu verdenkt Ingrid haar huidige vriend ervan een
andere vriendin te hebben. Op een namiddag rijden Ingrid en Astrid naar zijn huis waar
Astrid in de auto wacht tot haar moeder terug is. De volgende ochtend valt de politie binnen
en wordt Ingrid gearresteerd voor moord. Ze wordt veroordeeld tot levenslang in een
zwaar beveiligde gevangenis.
Astrid wordt vervolgens door de staat in een pleeggezin geplaatst. Haar pleegmoeder is de mooie en lieve Starr. Zij heeft reeds een rebelse tienerdochter en een slim zoontje.
Ze is bovendien een fundamenteel Christen en vraagt Astrid dan
ook om Jezus in haar hart te sluiten. Terwijl ze bij Starr woont gaat Astrid voor
het eerst haar moeder opzoeken in de gevangenis. Die is kwaad als ze ziet dat haar dochter
een kruisteken om haar hals draagt en wil dat ze zich niet inlaat
met andere mensen die ze de vijand noemt. Er komen spanningen tussen Astrid en Starr als
die laatste denkt dat er iets is tussen Astrid en Starrs vriend Ray. Op een avond maken
Starr en Ray hierover ruzie. Starr komt naar Astrids kamer met een revolver.
Ray probeert haar tegen te houden maar toch schiet ze Astrid neer. Dan wordt Astrid naar het
ziekenhuis gebracht terwijl Starr en Ray met de noorderzon verdwijnen.
Astrid komt hierna in een weeshuis terecht. Daar krijgt ze al meteen klappen omdat ze
naar het vriendje van een ander meisje zou gekeken hebben. Vervolgens snijdt ze haar lange
haren af en die nacht bedreigt ze het meisje dat haar aanviel met een mes. Later ontmoet ze
Paul. Die kan goed cartoons tekenen en komt daarmee in Astrids belangstelling. Als de
groep op daguitstap gaat zonderen de twee zich af. Maar dan komt de dag dat Astrid nieuwe
pleegouders krijgt en scheiden hun wegen.
Astrids tweede pleegmoeder is de labiele would-be actrice Claire. Het klikt
goed tussen de twee en ze worden goede vriendinnen. Claires man Mark is televisieproducent
en zelden thuis. Hij komt pas een tijd later thuis en is ook erg vriendelijk. Als Astrid
opnieuw haar moeder gaat bezoeken is die andermaal tegen de band tussen Claire en haar
pleegmoeder. Deze keer vraagt ze om bij het volgende bezoek Claire mee te brengen. Hoewel
Astrid er niet veel voor voelt gebeurt het en Ingrid vraagt om Claire alleen te spreken.
Niet veel later maken Claire en Mark ruzie. Mark wil Astrid wegsturen en Claire probeert hun
huwelijk te redden door toe te geven. Toch verlaat Mark haar en de volgende ochtend vindt
Astrid haar dood terug nadat ze zelfmoord pleegde met een overdosis pillen.
Astrid gaat terug naar het weeshuis. Daar vertelt Paul haar dat hij bijna achttien is en
naar New York wil vertrekken. Hij vraagt haar mee te gaan maar zij heeft geen oog
meer voor hem. Dan komt de advocate van haar moeder Astrid bezoeken. Die wil dat Astrid
liegt in de rechtbank zodat Ingrid kan vrijkomen. Op een dag komen potentiële
pleegouders het weeshuis bezoeken maar Astrid loopt van hen weg. Buiten ziet ze een
opvallend geklede vrouw klungelen en ze zegt onmiddellijk aan haar begeleidster dat ze voor
haar kiest.
Al doende belandt ze bij Rena Gruschenka, haar derde pleegmoeder. Zij is een Russische immigrante die nog een aantal andere pleegmeisjes heeft. Die zet ze aan het werk in haar handeltje in tweedehandskleding. Rena is geobsedeerd door geld en geeft ook vaak wilde feestjes. Astrid begint zich gothachtig te kleden. Als ze opnieuw haar moeder gaat bezoeken houdt ze die verantwoordelijk voor de dood van haar vorige
pleegmoeder. Ze stelt haar voor de keuze: ofwel liegt ze voor haar in de rechtbank en dan
wil ze haar niet meer zien, of ze laat haar niet getuigen en offert haar leven voor haar op.
Ingrid geeft geen antwoord wat de keuze voor Astrid duidelijk maakt.
Astrid krijgt spijt dat ze Paul heeft afgewezen en zoekt opnieuw contact met hem. Later wacht
ze met hem in het gerechtsgebouw voor haar getuigenis. De rechtszaak gaat echter voorbij
en Astrid ziet hoe haar moeder weer naar de gevangenis wordt gebracht. Het blijkt dat ze
toch niet wilde dat haar dochter voor haar kwam liegen. Ten slotte vertrekt Astrid toch met
Paul naar New York waar ze gaan samenwonen. Enkele jaren later heeft ze koffers gemaakt met
daarin collages over de verschillende situaties in haar leven en daarmee laat ze het
verleden achter zich.

## Rolbezetting
| Acteur            | Personage        | Opmerkingen                              |
| ----------------- | ---------------- | ---------------------------------------- |
| Alison Lohman     | Astrid Magnussen | Dochter                                  |
| Michelle Pfeiffer | Ingrid Magnussen | Moeder                                   |
| Billy Connolly    | Barry Kolker     | Vriend van de moeder                     |
| Amy Aquino        | mevrouw Martinez | Sociaal werkster die Astrid begeleidt    |
| Robin Wright Penn | Starr Thomas     | Eerste pleegmoeder die Alison neerschoot |
| Liz Stauber       | Carolee          | Dochter van Starr                        |
| Marc Donato       | Davey Thomas     | Zoontje van Starr                        |
| Cole Hauser       | Ray              | Vriend van Starr                         |
| Patrick Fugit     | Paul Trout       | Vriend van Astrid in instelling          |
| Renée Zellweger   | Claire Richards  | Tweede pleegmoeder die zelfmoord pleegt  |
| Noah Wyle         | Mark Richard     | Man van Claire                           |
| Svetlana Efremova | Rena Gruschenka  | Derde Russische pleegmoeder              |